# 内尾聡菜
内尾 聡菜（うちお あきな、1997年8月16日 - ）は、日本の女子バスケットボール選手である。バスケットボール女子日本リーグの富士通レッドウェーブ所属。ポジションはスモールフォワード。ニックネームは「キラ」。
弟はプロバスケットボール選手の内尾聡理。

## 人物
福岡県出身。
福岡大学附属若葉高校でインターハイ・ウィンターカップベスト8。
卒業後の2016年、富士通レッドウェーブに加入。
2021年4月、東京オリンピック日本代表候補に選出される。

## 経歴
- 福岡大附若葉高 - 富士通レッドウェーブ（2016〜）